# Шпачек, Ярослав
Ярослав Шпа́чек (чеш. Jaroslav Špaček; 11 февраля 1974, Рокицани, Чехословакия) — бывший чешский хоккеист, защитник. Сейчас — ассистент главного тренера сборной Чехии.
На драфте НХЛ 1998 года был выбран в 5-м раунде под общим 117-м номером клубом «Флорида Пантерз». 6 ноября 2000 года обменян в «Чикаго Блэкхокс». 19 марта 2002 года обменян в «Коламбус Блю Джекетс». 4 августа 2005 года как неограниченно свободный агент подписал контракт с «Чикаго Блэкхокс». 26 января 2006 года обменян в «Эдмонтон Ойлерз». 5 июля 2006 года как неограниченно свободный агент подписал контракт с «Баффало Сэйбрз». В 2009 году перешёл в «Монреаль Канадиенс». Конец сезона 2011/2012 играл в клубе «Каролина Харрикейнз». Летом 2012 года вернулся в Чехию. Завершил карьеру в 2013 году, после того как помог родному клубу «Пльзень» впервые в истории выиграть чемпионат Чехии.
После окончания игровой карьеры стал тренером, был ассистентом главного тренера сборной Чехии с февраля 2014 года по май 2018 года. В 2012 года по 2021 год являлся помощником главного тренера клуба «Шкода Пльзень». Начиная с сезона 2020/21 снова занимает должность ассистента главного тренера сборной Чехии.
В сборной Чехии по хоккею добился самых главных успехов в карьере: стал олимпийским чемпионом 1998 года и бронзовым медалистом Олимпиады-2006, а также трижды выигрывал золотые медали чемпионата мира: в 1999, 2001 и 2005 годах.
Всего за карьеру в сборной и клубах провел 1387 игр, набрал 553 (140+413) очка.

## Награды
- Олимпийский чемпион 1998
- Чемпион мира 1999, 2001, 2005
- Бронзовый призёр Олимпийских игр 2006
- Чемпион Швеции 1998
- Чемпион Чехии 2013

## Статистика
```
                                            
                                            --- Regular Season ---  ---- Playoffs ----
Season   Team                        Lge    GP    G    A  Pts  PIM  GP   G   A Pts PIM
--------------------------------------------------------------------------------------
1992-93  Skoda Plzeň                 Czech  16    1    3    4    0  --  --  --  --  --
1993-94  HC Plzeň                    Czech  34    2   10   12   37   4   0   2   2   8
1994-95  HC Plzeň                    Czech  38    4    8   12   14   3   1   0   1   2
1995-96  HC Plzeň                    Czech  40    3    9   12   30   3   0   1   1   4
1996-97  HC Plzeň                    Czech  52    9   29   38   44  --  --  --  --  --
1997-98  Farjestad Karlstad          SEL    45   10   16   26   63  12   2   5   7  14
1998-99  Florida Panthers            NHL    63    3   12   15   28  --  --  --  --  --
1998-99  New Haven Beast             AHL    14    4    8   12   15  --  --  --  --  --
1999-00  Florida Panthers            NHL    82   10   26   36   53   4   0   0   0   0
2000-01  Florida Panthers            NHL    12    2    1    3    8  --  --  --  --  --
2000-01  Chicago Blackhawks          NHL    50    5   18   23   20  --  --  --  --  --
2001-02  Chicago Blackhawks          NHL    60    3   10   13   29  --  --  --  --  --
2001-02  Columbus Blue Jackets       NHL    14    2    3    5   24  --  --  --  --  --
2002-03  Columbus Blue Jackets       NHL    81    9   36   45   70  --  --  --  --  --
2003-04  Columbus Blue Jackets       NHL    58    5   17   22   45  --  --  --  --  --
2004-05  HC Plzeň                    Czech  30    3    8   11   26  --  --  --  --  --
2004-05  НС Slavia Praha             Czech  17    4    9   13   29   7   0   2   2   8
2005-06  Chicago Blackhawks          NHL    45    7   17   24   72  --  --  --  --  --
2005-06  Edmonton Oilers             NHL    31    5   14   19   24  24   3  11  14  24
2006-07  Buffalo Sabres              NHL    52    5   15   20   48  16   0   0   0  10
2007-08  Buffalo Sabres              NHL    60    9   23   32   42  --  --  --  --  --
2008-09  Buffalo Sabres              NHL    80    8   37   45   38  --  --  --  --  --
2009-10  Montreal Canadiens          NHL    74    3   18   21   50  10   1   3   4   6
2010-11  Montreal Canadiens          NHL    59    1   15   16   45   7   0   0   0   4
2011-12  Montreal Canadiens          NHL    12    0    3    3    2  --  --  --  --  --
2011-12  Carolina Hurricanes         NHL    34    5    7   12    6  --  --  --  --  --
2012-13  HC Plzeň                    Czech  --   --   --   --   --   3   0   1   1   0
--------------------------------------------------------------------------------------
         NHL Total                         880   82  263  345  628  61   4  14  18  44
         Czech Total                       227   26   76  102  180  20   1   6   7  22
         SEL Total                          45   10   16   26   63  12   2   5   7  14
         AHL Total                          14    4    8   12   15  --  --  --  --  --

```

## Личная жизнь
Женат, жена Ленка. У них двое сыновей: Давид (род. в 2003 г.) и Якоб (род.в 2008 г.).